# Corbulella laguncula
Corbulella laguncula is een mosdiertjessoort uit de familie van de Calloporidae. De wetenschappelijke naam van de soort werd voor het eerst geldig gepubliceerd in 1991 door Liu.